# 九会村
九会村（くえむら）は、兵庫県加西郡にあった村。現在の加西市の南東端にあたる。

## 地理
- 河川：万願寺川、下里川

## 歴史
- 1889年（明治22年）4月1日 - 町村制の施行により、中野村・田原村・網引村・青野原下新田村・桑原田村・繁昌村・上宮木村・鶉野新家村・下宮木村の区域をもって発足。
- 1955年（昭和30年）3月30日 - 富合村と合併して加西町が発足。同日九会村廃止。

## 交通

### 鉄道路線
- 日本国有鉄道
  - 北条線（現・北条鉄道北条線）
    - 網引駅 - 田原駅